# USS Oakland (LCS-24)
«Окленд» (англ. USS Oakland (LCS-24)) — бойовий корабель прибережної зони, 12-й корабель типу «Індепенденс».
Це третій корабель у складі ВМС США з такою назвою, яку отримав на честь міста Окленд (Каліфорнія).

## Історія створення
Корабель був замовлений 29 грудня 2010 року. Закладений 20 липня 2018 року на верфі «Austal USA» у місті Мобіл, спущений на воду 21 липня 2019 року.
Церемонія передачі корабля відбувалася 26 червня 2020 року на підприємстві «Austal USA». LCS-24 «Oakland» став 22-им кораблем LCS, переданим ВМФ США, і 12-м кораблем класу «Independence», побудованим компанією «Austal USA».
Введений в експлуатацію 17 квітня 2021 року.
В грудні 2021 року на військово-морській базі у Сан-Дієго було завершено встановлення пускового модуля для протикорабельних ракет Naval Strike Missile (NSM). Таким чином, корабель отримає можливість вражати надводні цілі.